# Ignacio Agusti
Ignacio Agusti, španski pisatelj, * 3. september 1913, Llissá de Vall, † 26. februar 1974, Barcelona.
Agusti je poznan po svojih romanih, v katerih obravnava družbeno problematiko.

## Dela
- Brazde
- tetralogija Pepel je bil nekoč drevo: Mariona Rebull, Vdovec Rius, Desiderio, Diecineuve de Julio